# Armin Ratusny
Armin Ratusny (* 1958 in Krapkowice, Polen) ist ein deutscher Geograph und Hochschullehrer.

## Leben
Ratusny studierte von 1978 bis 1986 Geographie, Geschichte, Latein und Pädagogik an der Universität Düsseldorf. Im Jahre 1986 machte er sein Erstes Staatsexamen für die Sekundarstufen I und II, promovierte 1992 und habilitierte sich 1998 an der Universität Passau. Dort war er seit 1987 Wissenschaftlicher Mitarbeiter, seit 1992 Wissenschaftlicher Assistent und von 1999 bis 2003 Oberassistent a. Z. am Lehrstuhl I für Geographie. Er wurde 2005 zum außerplanmäßigen Professor ernannt. Er war Lehrbeauftragter der Professur für Alte Geschichte an der Universität Passau und am Lehrstuhl für Alte Geschichte an der Universität Wuppertal.

## Schriften (Auswahl)
- Mittelalterlicher Landesausbau im Mühlviertel, Oberösterreich. Formen, Verlauf und Träger der Besiedlung vom 12. bis zum 15. Jahrhundert. Mit 4 Tabellen (= Passauer Schriften zur Geographie. Band 12). Passavia-Univ.-Verl., Passau 1994, ISBN 3-86036-013-2 (zugleich Dissertation, Passau 1992, Hans-Bobek-Preis 1993 der Österreichischen Geographischen Gesellschaft).
- Entwaldung und Aufforstung in Neuseeland. Räumliche Entwicklung und Steuerungsfaktoren. Mit 35 Tabellen (= Passauer Schriften zur Geographie. Band 16). Fach Geographie der Univ., Passau 2000, ISBN 3-00-006565-2 (zugleich Habilitationsschrift, Passau 1998).
- als Herausgeber: Flußlandschaften an Inn und Donau. Mit 5 Tabellen (= Passauer Kontaktstudium Erdkunde. Band 6). Fach Geographie der Univ., Passau 2002, ISBN 3-9807866-9-2.

| Personendaten    | Personendaten                          |
| ---------------- | -------------------------------------- |
| NAME             | Ratusny, Armin                         |
| KURZBESCHREIBUNG | deutscher Geograph und Hochschullehrer |
| GEBURTSDATUM     | 1958                                   |
| GEBURTSORT       | Krapkowice                             |